# ماثيو ليبرمان
ماثيو ديلان ليبرمان (مواليد 5 مايو 1970) (بالإنجليزية: Matthew Dylan Lieberman)‏ أستاذ ومدير مختبر علم الأعصاب المعرفي الاجتماعي في قسم علم النفس والطب النفسي والعلوم السلوكية بجامعة كاليفونرنيا في لوس أنجلوس.

## حياته
ولد ليبرمان في 5 مايو 1970 في أتلانتيك سيتي. كان والده محامياً ووالدته معلمة فنون. تخرج ليبرمان من جامعة هارفارد، وقام لاحقًا بالتدريس. زوجته هي نعومي إيزنبرغر، أستاذة باحثة في كلية علم النفس بجامعة كاليفورنيا في لوس أنجلوس. له معها طفل.